# ロタール3世 (神聖ローマ皇帝)
ロタール3世（2世）（Lothar III/II., 1075年6月 - 1137年12月3日）はズップリンブルク家唯一のローマ王（ドイツ王、在位：1125年 - 1137年）、神聖ローマ皇帝（戴冠：1133年6月4日）。もともとは先代皇帝ハインリヒ5世と対立していたザクセン公（在位：1106年 - 1137年）。概して教皇に従属的でゲルフ（教皇派）の祖ともいえる。

## 生涯

### ザクセン公領の継承
1075年、父ゲープハルトがローマ皇帝ハインリヒ4世との戦いで戦死した後に遺腹の子として生まれた。当初はザクセンにそれほどの勢力を持たなかったが、結婚とそれに伴う相続によって領土を拡大、1106年にハインリヒ5世からザクセン公マグヌス亡き後のザクセン公に選ばれた。しかし、ハインリヒ5世と対立し、1115年にヴェルフェスホルツ（現在のマンスフェルト近郊）で帝国軍を撃破、王権をザクセンから排除した。
1123年にアイレンブルク伯兼マイセン辺境伯ハインリヒ2世が死去、ハインリヒ5世がグロイチュ伯ヴィプレヒト2世をマイセン辺境伯に指名するとこれに反発、ハインリヒ2世の従叔父のコンラートと組んでヴィプレヒト2世を追放、マイセン辺境伯領をコンラートに、ラウジッツをバレンシュテット伯アルブレヒト熊公に与えた。ハインリヒ5世はこの事態に対処しようとしたが、1125年に死去した。

### ローマ王即位
シュパイアー（シュパイエル）においてハインリヒ5世の埋葬式が行われ、マインツで次王の選挙が行われた。候補者はホーエンシュタウフェン家のシュヴァーベン大公フリードリヒ2世、オーストリア辺境伯レオポルト3世、ザクセン公ロタール・フォン・ズップリンブルクであった。ハインリヒ5世は甥に当たるフリードリヒ2世の王位を願ったのだが、この選挙で選ばれたのはロタールであり、彼がローマ王ロタール3世となった。この選挙結果をめぐっては、当時のマインツ大司教による陰謀説など様々あるが、詳細は不明である。
この結果は、当然ながらシュタウフェン家の不満を招くものであった。ロタール3世とシュタウフェン家は1127年より軍事衝突へと突入し、フリードリヒ2世の弟コンラートが対立王に擁立されたが、1135年までにロタール3世が有利な形で講和を行った。結果、コンラートは王位を放棄した。コンラートはロタールが就任していなかったイタリア王としても戴冠していたが、これも対立ローマ王位と合わせて放棄している。
1100年、ノルトハイム伯ハインリヒの娘リヒェンツァと結婚した。リヒェンツァはバイエルン公オットー・フォン・ノルトハイムの孫でオットーの遺産の相続人であった。また、彼女の母親ゲルトルート・フォン・ブラウンシュヴァイクは、その出身家門であるブルノン家のブラウンシュヴァイクの所領を相続しており、ロタール3世は妻を介してこれらの重要な所領を手に入れた。しかし、この結婚から嗣子を得ることはなかったため、当時のバイエルン公ハインリヒ10世に娘ゲルトルートを嫁がせて事実上の後継者とした。これには、シュタウフェン家の影響力が強いシュヴァーベンに勢力を伸張しようとする狙いもあった。2人の間にハインリヒ獅子公が生まれている。

### ローマ教会の内紛
ローマ教会でも、その主導権をめぐる権力闘争が激化していた。1130年、教皇ホノリウス2世の死去に伴い、インノケンティウス2世とアナクレトゥス2世の2人がローマ教皇を称した。いわゆるシスマと呼ばれる状況である。こうした中、インノケンティウス2世はロタール3世に接近し、これに対抗したアナクレトゥス2世はシチリア伯ルッジェーロ2世に接近することとなった。1130年にアナクレトゥス2世はルッジェーロ2世の王位を認めたが、これをもってシチリア王国の成立とみなされる。
1133年6月4日、ラテラノ教会でインノケンティウス2世からロタール3世は皇帝の冠を受けた。その際、帝国内の教会について皇帝が一定の影響力を行使できることを確認させている。こうしたローマ教皇の妥協はロタール3世を用いて、対立教皇アナクレトゥス2世と両シチリア王国の打倒を目論んだことが大きい。

### 南イタリア遠征
1135年、メルゼブルクで会議が開かれ、その場で東ローマ帝国皇帝ヨハネス2世コムネノスやヴェネツィア総督使節は、当時強勢を誇ったシチリア王国を警戒し、ロタールに対しイタリア遠征を要請した。翌1136年、ロタール3世はイタリア南部への軍事遠征を敢行した。しかし、シチリア王国の打倒にまでは至らず、ロタール3世も、遠征の帰路の1137年にチロル地方のブライテンヴァンクで死去した。
ロタール3世は、後継者に婿のハインリヒ10世を望んでいた。しかし、帝国諸侯はハインリヒ10世の選出を拒否、代わりに元対立王コンラートをローマ王コンラート3世に選出させた。ハインリヒ10世はコンラート3世と対立、ザクセン公位とバイエルン公位を取り上げられて1139年に死去、公位はそれぞれアルブレヒト熊公、オーストリア辺境伯レオポルト4世に与えられた。しかし、ヴェルフ家はこの措置を認めず抵抗し、ホーエンシュタウフェン家とヴェルフ家の対立は深まっていった。